# 孟東籬
孟東籬（本名孟祥森，曾使用筆名漆木朵，1937年5月25日—2009年9月21日），生於中國河北省定興縣，台灣已故文學作家，力行耕讀澹泊的生活方式，以生態、哲學為主題寫作，並大量翻譯艱深的外文鉅作著稱，素有綠色生態作家稱號。
孟東籬終生奉行其「愛生」的哲學觀念，身體力行其簡僕與親近自然的生活模式，不求名利、不求物質，更因不忍殺生而茹素，雖有高知名度卻離群索居，從譯作的選擇與個人著作中表達自己的信仰。

## 生平
孟東籬1937年於中國河北省定興縣，1946年隨母親至東北錦西與從軍的父親相見，1948年隨父母移居台灣，定居高雄縣鳳山市黃埔二村，讀誠正小學、省立高雄中學(今高雄市立高雄高級中學)，大學畢業於臺灣大學哲學系，後入讀輔仁大學並取得哲學碩士學位。曾任教於臺灣大學、世界新聞專科學校（今世新大學）、臺灣省立花蓮師範專科學校（今併於國立東華大學）、東海大學。
孟東籬愛好大自然，從陶淵明詩句「採菊東籬下，悠然見南山」中取其筆名「東籬」，三十歲起大量翻譯英文書籍，種類包括文、史、哲、心理、宗教，著名的有《湖濱散記》，1985年開始以「孟東籬」為名出版其個人創作，著有散文、哲學論述類著作，先後出版如《幻日手記》、《耶穌之繭》、《萬蟬集》、《濱海茅屋札記》、《愛生哲學》、《素面相見》等書。

### 私人生活
孟東籬26歲時，與大學同班同學結婚，育有二子，婚後不斷發生外遇，後來分居，但仍一直保有婚姻關係，直到2008年在兒子的催促下才與妻子簽字離婚。孟氏情史中，尤以與「蘋蘋」最為人所熟悉，孟氏在花蓮任教時，結識了年滿18的高三學生「蘋蘋」，展開熱烈追求，蘋蘋父親嚴厲反對，並舉家遷往臺中，經過3年時間的漁雁往返後，孟氏拋下妻兒，蘋蘋不顧父母，兩人私奔至東海大學附近定居，1979年春天，在東海別墅開設「大度山房」賣書，並在東海大學任教。
孟東籬因嚮往《華爾騰》（在台灣後來更名為《湖濱散記》）所描寫的生活方式，1984年攜蘋蘋遷往花蓮縣鹽寮村，兩人親手於海邊，用木、竹、茅草、鐵皮搭建起數間簡易的房屋居住，取名「濱海茅屋」，在此先後生下了兩子。此後孟氏攜蘋蘋與二子，在臺北市新北投與鹽寮兩地反覆居住，惟因孟氏仍發生外遇，1997年孟氏離開在花蓮的蘋蘋與兩個兒子，定居陽明山直至去世。
2008年孟東籬被診斷罹肺腺癌，2009年9月9日，因病重入住台北和信醫院，延至9月21日下午5時病逝，享年72歲。

## 作品

### 譯作
- 1967年，《齊克果一生的故事》．華爾泰·勞銳（Walter Lowrie）著．孟祥森譯．臺灣商務出版．
- 1967年，《齊克果日記》．齊克果撰．孟祥森譯．水牛出版．
- 1968年，《作為一個作者我的作品之觀點：一份對歷史的報告以及其他有關作品》．齊克果撰．孟祥森譯．水牛出版．
- 1969年，《死病》．齊克果撰．孟祥森譯．水牛出版．
- 1969年，《憂懼之概念》．齊克果撰．孟祥森譯．臺灣商務出版．
- 1969年，《地下室手記》．杜斯妥也夫斯基原著．孟祥森譯．水牛出版．
- 1969年，《愛的藝術》．佛洛姆著．孟祥森譯．志文出版．
- 1970年，《沉思錄》．巴斯噶撰．孟祥森選譯．水牛出版．
- 1970年，《獃子伊凡：寓言故事》．托爾斯泰撰．鄧寧格（Aon Dunngan）英譯．孟祥森譯．水牛出版．
- 1971年，《狂酒歌：魯拜集》．奧馬開儼撰．費滋傑羅（Edward FitzGerald）譯．孟祥森譯．晨鐘出版．
- 1971年，《存在主義哲學》．考夫曼撰．陳鼓應、孟祥森、劉崎等譯．臺灣商務出版．
- 1971年，《誘惑者的日記》．齊克果著．孟祥森譯．志文出版．
- 1971年，《基督教義的心理分析》．佛洛姆撰．孟祥森譯．晨鐘出版．
- 1974年，《禪學隨筆》．鈴木大拙著．孟祥森譯．志文出版．
- 1974年，《西洋哲學思想史》．波爾曼（Chaïm Perelman）撰．孟祥森譯．牧童出版．
- 1974年，《卡繆評介：歐洲的, 非洲的》．歐布麟（Conor Cruise O'Brien）撰．孟祥森譯．牧童出版．
- 1975年，《人類破壞性之剖析》．佛洛姆著．孟祥森譯．牧童出版．
- 1976年，《異鄉人》．卡繆著．孟祥森譯．牧童出版．
- 1977年，《我的朋友－羅素》．魯伯特·克勞榭－威廉斯（Rupert Crawshay-Williams）著．孟祥森譯．牧童出版．
- 1978年，《近代社會運動》．卡瑪倫（Wm. Bruce Cameron）著．孟祥森譯．牧童出版．
- 1979年，《人性枷鎖》．毛姆撰．孟祥森譯．遠景出版．
- 1979年，《內在之聲：用第三隻耳朵聆聽》．狄奧多·芮克（Theodor Reik）著．孟祥森譯．牧童出版．
- 1979年，《如果麥子不死：紀德自傳》．紀德撰．孟祥森譯．志文出版．
- 1979年，《附魔者》．杜斯妥也夫斯基撰．孟祥森譯．遠景出版．
- 1979年，《瘟疫》．卡繆著．孟祥森譯．遠景出版．
- 1980年，《弗洛依德的使命》．弗洛姆著．孟祥森譯．牧童出版．
- 1980年，《現代人論烏托邦》凱特伯（George Kateb）編．孟祥森譯．聯經出版．
- 1980年，《戇第德》．伏爾泰撰．孟祥森譯．遠景出版．
- 1980年，《死靈魂》．果戈里撰．孟祥森譯．遠景出版．
- 1981年，《土地的成長》．哈姆生著．孟祥森譯．遠景出版．
- 1981年，《偽幣製造者》．紀德著．孟祥森譯．遠景出版．
- 1981年，《賭徒》．杜斯妥也夫斯基著．孟祥森譯．遠景出版．
- 1982年，《明娜》．傑洛拉普撰．孟祥森譯．遠景出版．
- 1982年，《華爾騰》．梭羅著．孟祥森譯．遠景出版．
  - 1986年，更名為《湖濱散記》．書華出版．
- 1982年，《羅馬史》．蒙森撰．孟祥森譯．遠景出版．
- 1983年，《人之樹》．懷特著．孟祥森譯．遠景出版．
- 1986年，《蘇菲之路》．伊德里斯·夏（Idries Shah，波斯語：‎）輯．孟祥森選譯．聯經出版．
- 1986年，《杜斯妥也夫斯基》．貝德葉夫（Nicholas Berdyaev）著．孟祥森譯．時報出版．
- 1988年，《佛陀：至善的覺悟者》．麥克爾·凱里澤（Michael Carrithers）著．孟祥森譯．時報出版．
- 1989年，《哲學新世界》．卡普蘭（Abraham Kaplan）著．孟祥森譯．水牛出版．
- 1989年，《生命的展現》．佛洛姆著．孟祥森譯．遠流出版．
- 1990年，《內在之聲》．狄奧多·芮克著．孟祥森譯．水牛出版．
- 1993年，《美麗新世界》．赫胥黎著．孟祥森譯．遠景出版．
- 1995年，《伊凡·伊列區之死》．托爾斯泰著．孟祥森譯．水牛出版．
- 1996年，《動物解放》．彼得·辛格（Peter Singer）著．孟祥森、錢永祥譯．關懷生命協會出版．
- 1998年，《ㄋㄧˇ也做得到！：愛護動物101》．英格麗·紐寇克（Ingrid Newkirk）著．孟東籬譯．關懷生命協會出版．
- 1998年，《西雅圖的天空：印地安酋長的心靈宣言》．西雅圖酋長著．艾利·吉福特（Eli Gifford)等編．孟祥森譯．雙月書屋出版．
- 1998年，《感情世界的性別差異》．狄奧多·芮克著．孟祥森譯．圓神出版．
- 1998年，《永遠的春天（The sense of wonder）》．瑞秋·卡森著．孟祥森譯．雙月書屋出版．
- 1998年，《與神對話II》．尼爾‧唐納‧沃許（Neale Donald Walsch）著．孟詳森譯．方智出版
- 1999年，《終極演化：人類的起源與結局》．伊安·泰特薩（Ian Tattersall）著．孟祥森譯．先覺出版．
- 1999年，《希望：珍·古德自傳》．珍·古德、菲立普·柏爾曼（Phillip Berman）著．孟祥森譯．雙月書屋出版．
- 1999年，《與神對話III》．尼爾‧唐納‧沃許（Neale Donald Walsch）著．孟詳森譯．方智出版
- 2000年，《屈辱》．柯慈著．孟祥森譯．天下遠見出版．
- 2000年，《社群時代》．羅伯·狄奧巴（Robert Theobald）著．孟祥森譯．方智出版．
- 2001年，《與神對話問答錄》．尼爾唐納沃許（Neale Donald Walsch）著．孟祥森譯．方智出版．
- 2001年，《你正在改變世界：有意識的演化》．芭芭拉·馬克斯·胡巴德（Barbara Marx Hubbard）著．孟祥森譯．方智出版．
- 2002年，《在自由的國度》．奈波爾著．孟祥森譯．天下遠見出版．
- 2002年，《富先生的12堂必修課》．布雷恩·麥考米克（Blaine McCormick）著．孟祥森譯．方智出版．
- 2002年，《回歸心靈本質：創造21世紀新世界》．瑪麗安娜·威廉森著．孟祥森譯．方智出版．
- 2002年，《世間之路》．奈波爾著．孟祥森譯．天下遠見出版．
- 2002年，《迷人的夜晚》．史蒂芬·米爾豪瑟（Steven Millhauser）著．孟祥森譯．皇冠出版．
- 2002年，《在另一片天空下：悲欣雪藏行》．瑞克·瑞基威（Rick Ridgeway）著．孟祥森譯．雙月書屋出版．
- 2002年，《他與她的情感世界：一個心理學家的兩性觀察》．狄奧多·芮克著．孟祥森譯．究竟出版．
- 2002年，《戀人的心：一個心理學家眼中的愛》．狄奧多·芮克著．孟祥森譯．究竟出版．
- 2002年，《耽溺》．彼得·伊斯特海茲（匈牙利語：Péter Esterházy）著．孟祥森譯．圓神出版．
- 2002年，《浮生》．奈波爾著．孟祥森譯．天下遠見出版．
- 2003年，《獨處中的沈思》．多瑪斯·牟敦(Thomas Merton)著．孟祥森譯．方智出版．
- 2003年，《紀伯倫的智慧（The wisdom of Gibran: aphorisms and maxims）》．紀伯倫著．約瑟夫·薛賓（Joseph Sheban）編著．孟祥森譯．圓神出版．
- 2005年，《凱利幫》．彼得·凱利著．孟祥森譯．皇冠出版．

### 書作
- 1967年，《幻日手記》．漆木朵撰．水牛出版．
- 1967年，《耶穌之繭：一首多重變奏曲》．漆木朵撰．水牛出版．
- 1978年，《萬蟬集》．孟祥森撰．遠景出版．
- 1978年，《佛心流泉》．孟祥森譯撰．長鯨出版．
- 1985年，《濱海茅屋札記》．孟東籬著．洪範出版．
- 1985年，《愛生哲學》．孟東籬著．爾雅出版．
- 1985年，《野地百合》．孟東籬著．洪範出版．
- 1986年，《素面相見》．孟東籬著．爾雅出版．
- 1988年，《念流》．孟東籬著．漢藝色研出版．
- 1989年，《生態環境的第二十九天》．孟東籬著．社會大學出版．
- 1991年，《道法自然：老子的生態觀》．孟東籬作．玉山國家公園管理處出版．
- 1992年，《以生命為心：愛生哲學與理想村》．孟東籬著．張老師文化出版．
- 1996年，《人間素美》．孟東籬作．圓神出版．
- 1997年，《東籬說禪》．孟東籬作．圓神出版．
- 1997年，《給你一枚禪的果》．孟東籬作．圓神出版．
- 1997年，《給你一朵禪的花》．孟東籬作．圓神出版．
- 1998年，《關於性的最高觀點》．孟東籬等著．圓神出版．

### 其他作品
- 2009年4月，在病榻中為3月去世的文壇好友曹又方寫下「我所認識的曹又方」悼文[8]。
- 2009年，《聯合文學》第295（五月號）、296（六月號）期，發表「情書一束」上、下兩集，為孟東籬於1970年代，在濱海茅屋同居前後，寫給「蘋蘋」的情書謄集。
- 2009年7月26日，在得知自己癌末時寫下「我的禱詞」一文[9]。

## 外部連結
吾愛孟夫子-孟東籬的人物風流（页面存档备份，存于）